# Bryum hochreutineri
Bryum hochreutineri là một loài rêu trong họ Bryaceae. Loài này được Cardot mô tả khoa học đầu tiên năm 1912.